# Министерство высшего образования Малайзии
Министерство высшего образования Малайзии несёт ответственность за определение политики в отношении высшего образования в Малайзии, воспитание молодёжи с высокими моральными ценностями в целях удовлетворения национальных и международных потребностей в плане инноваций и научных достижений.

## История
Функции министерства первоначально находились в компетенции Министерства образования до 27 марта 2004 года и создан в качестве полноценного министерства  во главе с федеральным министром. с 2018 года входит в состав Министерства образования.

## Структура
- Департамент высшего образования
- Малайзийское квалификационное агентство
- Национальный фонд высшего образования
- Национальные университеты